# Miss Mondo 1999
Miss Mondo 1999, la quarantanovesima edizione di Miss Mondo, si è tenuta il 4 dicembre 1999, presso l'Olympia Hall di Londra, nel Regno Unito. Il concorso è stato presentato da Ulrika Jonsson e Melanie Sykes, e trasmesso da Channel Five. Yukta Mookhey, rappresentante dell'India è stata incoronata Miss Mondo 1999.

## Risultati

### Piazzamenti
| Risultato       | Concorrente |
| --------------- | --- |
| Miss Mondo 1999 | - India - Yukta Mookhey |
| 2ª classificata | - Venezuela - Martina Thorogood |
| 3ª classificata | - Sudafrica - Sonia Raciti |
| Finaliste       | - Israele - Genny Chervoney - Liberia - Sebah Tubman                                                                                    |
| Semifinaliste   | - Croazia - Ivana Petković - Estonia - Karin Laasmae - Norvegia - Anette Haukaas - Spagna - Lorena Bernal - Stati Uniti - Natasha Allas |

### Regine continentali
| Risultato | Concorrente                     |
| --------- | ------------------------------- |
| Asia      | - India - Yukta Mookhey         |
| Europa    | - Israele - Genny Chervoney     |
| Americhe  | - Venezuela - Martina Thorogood |
| Caraibi   | - Giamaica - Desiree Depass     |
| Africa    | - Sudafrica - Sonia Raciti      |

### Riconoscimenti speciali
| Riconoscimento            | Concorrente                 |
| ------------------------- | --------------------------- |
| Best World Dress Designer | - Israele - Genny Chervoney |

## Concorrenti
- Angola - Lorena Silva
- Argentina - Veronica Denise Barrionuevo
- Aruba - Cindy Vanessa Cam Tin Martinus
- Australia - Nalishebo Gaskell
- Austria - Sandra Kolbl
- Bahamas - Mary Watkins
- Bangladesh - Tania Rahman Tonni
- Belgio - Brigitta Callens
- Bolivia - Ana Raquel Rivera Zambrana
- Bosnia ed Erzegovina - Samra Begović
- Botswana - Alimah Isaacs
- Brasile - Paula de Souza Carvalho
- Bulgaria - Violeta Zdravkova
- Canada - Mireille Eid
- Cile - Lissette Sierra Ocayo
- Cipro - Sofia Georgiou
- Colombia - Mónica Elizabeth Escolar Danko
- Corea del Sud - Han Na-na
- Costa Rica - Fiorella Martínez
- Croazia - Ivana Petković
- Ecuador - Sofia Moran Trueba
- Estonia - Karin Laasmae
- Filippine - Lalaine Bognot Edson
- Finlandia - Maria Laamanen
- Francia - Sandra Bretones
- Galles - Clare Marie Daniels
- Germania - Susan Höcke
- Ghana - Mariam Sugru Bugri
- Giamaica - Desiree Depass
- Giappone - Aya Mitsubori
- Gibilterra - Abigail Garcia
- Grecia - Evangelia Vatidou
- Guatemala - Ana Beatriz González Scheel
- Guyana - Indra Changa
- Honduras - Irma Waleska Quijada Henriquez
- Hong Kong - Marsha Yuan Hu-Ma
- India - Yukta Mookhey
- Irlanda - Emir-Maria Holohan Doyle
- Islanda - Katrin Baldursdóttir
- Isole Cayman - Mona Lisa Tatum
- Isole Vergini Americane - Shari Afua Smith
- Israele - Jenny Chervoney
- Italia - Gloria Nicoletti
- Jugoslavia - Lana Marić
- Kazakistan - Assel Issabayeva
- Kenya - Esther Muthoni Muthee
- Lettonia - Evija Rucevska
- Libano - Norma Elias Naoum
- Liberia - Sebah Esther Tubman
- Lituania - Renata Mackevičiūtė
- Madagascar - Tantely Naina Ramonjy
- Malaysia - Jaclyn Lee Tze Wey
- Malta - Catharine Attard
- Messico - Danette Velasco Bataller
- Nepal - Shweta Singh
- Nigeria - Augustine Iruviere
- Norvegia - Annette Haukaas
- Nuova Zelanda - Coralie Ann Warburton
- Paesi Bassi - Ilona Marilyn van Veldhuisen
- Panama - Jessenia Casanova Reyes
- Paraguay - Mariela Candia Ramos
- Perù - Wendy Monteverde
- Polonia - Marta Kwiecień
- Porto Rico - Arlene Torres
- Portogallo - Joana Ines Texeira
- Regno Unito - Nicola Willoughby
- Rep. Ceca - Helena Houdova
- Rep. Dominicana - Luz Cecilia García Guzman
- Romania - Nicoleta Luciu
- Russia - Elena Efimova
- Scozia - Stephanie Norrie
- Seychelles - Anne-Mary Jorre de St. Jorre
- Singapore - Audrey Quek Ai Woon
- Sint Maarten - Ifelola Badejo
- Slovacchia - Andrea Veresova
- Slovenia - Neda Gačnik
- Spagna - Lorena Bernal Pascual
- Sri Lanka - Dilumini de Alwis Jayasinghe
- Stati Uniti - Natasha Allas
- Sudafrica - Sonia Raciti
- Svezia - Jenny Louise Torsvik
- Svizzera - Anita Buri
- eSwatini - Colleen Tullonen
- Tahiti - Manoa Froge
- Tanzania - Hoyce Anderson Temu
- Thailandia - Kamala Kumpu Na Ayutthaya
- Trinidad e Tobago - Sacha Anton
- Turchia - Ayşe Hatun Önal
- Ucraina - Olga Savinskaya
- Ungheria - Erika Dankai
- Uruguay - Katherine Gonzalves
- Venezuela - Martina Thorogood Heemsen
- Zambia - Cynthia Chikwanda
- Zimbabwe - Brita Maseluthini